# De giftige sneeuw
De giftige sneeuw is het derde stripalbum uit de reeks Lefranc, bedacht, geschreven en getekend door Jacques Martin. 
Het verhaal startte in april 1964 in nummer 16 van stripblad Kuifje en liep tot en met nummer 12 in 1965.
Het eerste album werd in 1975 uitgegeven door uitgeverij Casterman als softcover met nummer 4 in de serie Lefranc. In 1974 was het vierde verhaal verschenen in de serie, Het hol van de wolf, dat als nummer 1 in de albumreeks werd uitgebracht. 
Deze uitgave uit 1975 kent verschillende herdrukken, in ieder geval in 1979, 1981, 1986, 1997 en 2006.

## Het verhaal
Journalist Guy Lefranc en zijn beschermeling Jeanjean zijn in de sneeuw op weg naar Gardsten in Zwitserland waar Lefranc mee gaat doen aan een jaarlijkse skiwedstrijd tussen journalisten. Onderweg worden ze gepasseerd door twee auto's, die veel te hard rijden op de spiegelgladde weg. Even later vinden ze een van deze auto's in de berm die even later in brand vliegt. Als Lefranc het gebeuren meldt bij de politie, blijkt deze al op de hoogte. 
Bij het oefenen voor de wedstrijd wordt er een mislukte aanslag op Lefranc gepleegd door het spannen van een kabel tussen de bomen. De dader weet te ontkomen. Lefranc gaat vervolgens samen met Jeanjean en diens nieuwe vriendje Hans op onderzoek uit in de omgeving en komt in een dorpje waar hij wordt verzocht afstand te houden omdat er een besmettelijke ziekte heerst. De telefoonlijnen zijn verbroken en ze vragen of hij medicijnen wil laten komen. Als Lefranc en Jeanjean vertrekken, verliest Jeanjean de controle over zijn skies en belandt op het dak van een chalet in het dorp. Daar ziet hij in een flits de andere auto die zo hard reed en hoort hij een bekende stem: die van Axel Borg.
Bij terugkomst in Gardsten blijkt inspecteur Renard daar aanwezig en die vertelt over zijn huidige onderzoek. Biochemicus Zermi in Milaan had een supervirus uitgevonden. Zijn assistent Fosca wil deze uitvinding te gelde maken. Zermi wordt vermoord en zijn papieren zijn verdwenen, net als de vloeistof met het supervirus. De politie traceert Fosca naar Bern vanwaaruit hij weer vlucht. Vermoedelijk zat Fosca in de eerste auto die Lefranc passeerde, achtervolgt door Borg in de tweede auto. Borg kreeg Fosca, het virus en de formule te pakken. Borg heeft vermoedelijk uitgeprobeerd in het dorp waar iedereen ziek is.
Als voorzorgsmaatregelen worden de skipistes in Gardsten gesloten en is het verboden kraanwater te gebruiken. Lefranc zoekt vervolgens Borg op en stelt een ruil voor: het virus en de formule voor Borgs veilige aftocht. Borg lacht hem uit en sluit hem op. Lefranc ontdekt dat Fosca er ook gevangen wordt gehouden. Dan landen er parachutisten en slaat Borg met zijn mannen op de vlucht, achervolgt door Lefranc. Borg weet te ontkomen.
Dan bedenkt Lefranc dat Borg een bijzondere zegelring aanhad. Dat spoor leidt naar Venetië naar ene markies  Tore Monte di Ferria, die niemand anders is dan Axel Borg. Borg weet in eerste instantie met een gondel te ontsnappen, maar wordt uiteindelijk toch door Lefranc gepakt voordat hij het supervirus kan gebruiken. 